# Pantufa

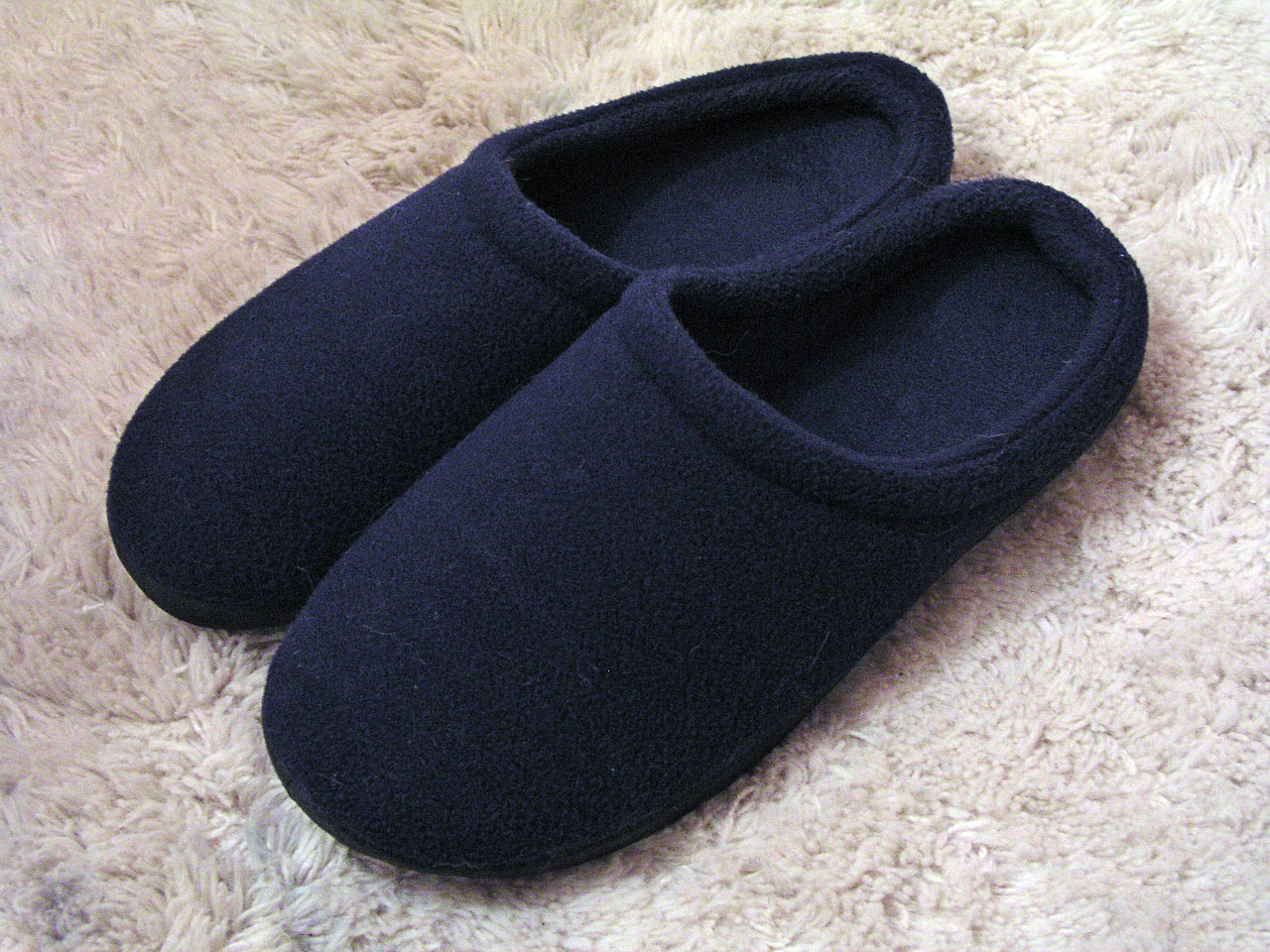
Um par de pantufas pequenas.

Pantufa ou pantufo é um tipo de calçado semifechado utilizado em ambientes internos, consistindo de uma sola presa ao pé de quem a usa por uma faixa passando sobre (ou entre) os dedos ou a parte interna do pé. As pantufas são suaves e leves, em comparação com outros tipos de calçado. É geralmente usada antes e depois de dormir.

## Outros nomes

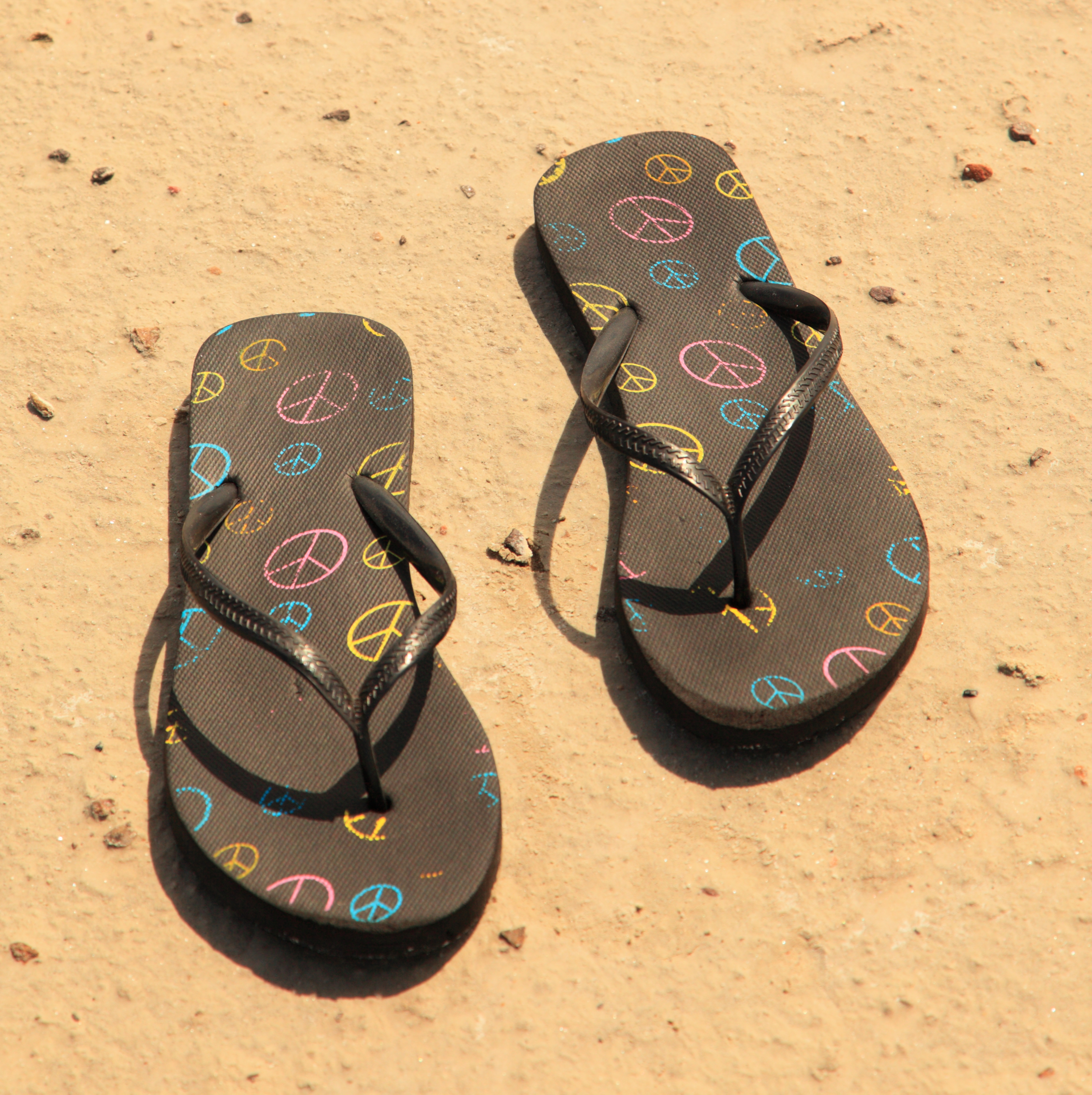
Chinelos

A palavra "pantufa" é por algumas vezes trocado incorretamente pelos termos chinelo e sandália. Isto ocorre especialmente onde a pantufa é utilizada na maioria das vezes em ambientes abertos, como Filipinas, Índia, Malásia, Singapura e Havaí, onde a palavra "pantufa" refere-se à chinelo ou sandália.
Na Escócia, especialmente na costa leste, as pantufas são chamadas de "baffies". Histórias dizem que a personagem fictícia Cinderella usava pantufas de vidro, e não salto-alto de vidro, como diz o conto mais tradicional.
Derek "The Slipper Man" Fan detêm o recorde no Guinness Book por ter ficado com um par de pantufas por 23 anos, recorde conseguido em 30 de junho de 2007.